# Dharavi, Slum for Sale
Dharavi, Slum for Sale ist ein schweizerisch-deutscher Dokumentarfilm von Lutz Konermann aus dem Jahr 2010.

## Handlung
In dem Film geht es um die Pläne des Architekten Mukesh Mehta, den Slum Dharavi in Mumbai zu sanieren, von denen er fest überzeugt ist, dass sie bis spätestens 2020 erfolgreich sein werden. Hierzu plant er, den gesamten Slum einzureißen und hernach auf ca. 20 % der Fläche Sozialwohnungen für die bisherigen Bewohner Dharavis zu errichten und den Rest zu verkaufen. Durch diese Maßnahmen soll auf solche Art auch noch Gewinn erwirtschaftet werden. Hierzu müssten jedoch die Bewohner des Slums enteignet werden, weil sie teilweise Eigentümer von Land auf dem Grund und Boden Dharavis sind. Daher sieht Cyrus Guzder, ein Konkurrent Mukesh Mehtas, die Pläne sehr kritisch. Er geht sogar so weit, Mehta als fachlich inkompetent zu bezeichnen. Ein noch schärferer Kritiker des Architekten ist der Töpfer Rajo Tank, der 20 Quadratmeter Boden in Dharavi sein Eigen nennt, auf dem er eine familieneigene Töpferei seit fünf Generationen betreibt. In selbst gebauten Gemäuern trocknet er seine Tonstücke, mit denen er seiner Familie ein bescheidenes Auskommen sichert. Dies wäre nach Umsetzung von Mehtas Plänen nicht mehr möglich. Daher kündigt Rajo Tank sogar an, im Falle der Umsetzung der Pläne aggressiv und gewaltbereit zu reagieren. Aufgrund dieser Einstellung, die Tank mit zahlreichen Einwohnern teilt, fürchtet sich der 70-jährige Friedensaktivist Bhau Korde, der es zu einer gewissen Bekanntheit gebracht hat, vor Ausschreitungen und Unruhen in Dharavi. Er lehnt deshalb die Pläne Mukesh Mehtas ab.

## Kritiken
„Der beeindruckende Dokumentarfilm stellt zunächst das Sanierungsprojekt vor und konzentriert sich dann auf den Widerstand, wobei er sich auf Augenhöhe mit den Slumbewohnern begibt.“